# 斯塔克鎮區 (密蘇里州希科里縣)
斯塔克鎮區（英語：Stark Township）是位於美國密蘇里州希科里縣的一個行政鎮區。

## 地方資料
斯塔克鎮區的面積為155.57平方千米，當中陸地面積為155.14平方千米，而水域面積為0.43平方千米。根據2020年美國人口普查的數據，當地共有人口1148人，而人口密度為每平方千米7.38人。